# Iguana Teatre
Iguana Teatre és una companyia productora i distribuïdora d'espectacles constituïda a Palma, Mallorca a finals de 1985. El seu principal objectiu és crear espectacles dirigits a un públic majoritari, sempre dins la perspectiva d'oferir un teatre de qualitat en el qual conflueixin diferents manifestacions artístiques, recuperant clàssics propis i universals amb una concepció moderna, així com la investigació contínua de noves línies teatrals.
Iguana Teatre compta amb més de 35 anys d'història i 47 espectacles, que van des d'autors clàssics com Shakespeare, Txèkhov, Molière o Wilde, al teatre de carrer, sense oblidar les creacions pròpies (col·lectives o del director Pere Fullana).
La companyia és una societat limitada conformada per tres socis: Jordi Banal, Pere Fullana i Carles Molinet.